# Halinella
Halinella es un género de insecto coleóptero de la familia Chrysomelidae.

## Especies
Las especies de este género son:
- Halinella bruchii Bowditch, 1956
- Halinella callangensis Bechyne, 1956
- Halinella coroicensis Bechyne, 1956
- Halinella costulata Bechyne & Bechyne, 1969
- Halinella hebardi (Bowditch, 1925)
- Halinella kirschi (Harold, 1875)
- Halinella malachioides Bechyne, 1956
- Halinella spilothorax (Bechyne, 1956)
- Halinella suturalis (Bowditch, 1925)